# أرض القهوة
أرض القهوة: إمبراطورية الشخص الداكنة وتصنيع مخدرنا المفضل، هو كتاب غير خيالي نشر عام 2020 من تأليف أوغسطين سيدجويك. يحكي الكتاب التاريخ الاجتماعي والاقتصادي والسياسي لإنتاج القهوة واستخدامها وتأثيرها - "تاريخ يرسم تحول القهوة على مدار 400 عام من عادة عثمانية غامضة إلى ضرورة يومية للكثيرين

## نبذة
أرض القهوة هو أول كتاب من تأليف سيدجويك (مواليد 1979، بورتلاند، مين). حصل على درجة الدكتوراه من جامعة هارفارد. وقد قام بنشر عدد من المقالات في مجلتي «العمل الدولي وتاريخ الطبقة العاملة وتاريخ الحاضر».
نشر مايكل بولان مراجعة شاملة لـ أرض القهوة في المحيط الأطلسي. تصف مراجعة بولان كيف يربط سيدجويك بين ظهور القهوة وصعود الرأسمالية الحديثة، حيث أن استبدال الكحول كمشروب شائع في مكان العمل للعمال، أتاح ساعات عمل مزدهرة وأطول مع تحسين التركيز على مهام المكتب للعمال من ذوي الياقات البيضاء، والقهوة هي «شكل من أشكال الطاقة الفورية - دواء عمل».
يركز سيدجويك أيضًا على تاريخ إنتاج القهوة. يشرح بالتفصيل قصة جيمس هيل، وهو رجل إنجليزي طبق الأساليب الصناعية - الوحشية في بعض الأحيان - لزراعة القهوة في السلفادور، وخلق ثقافة أحادية جامدة للقهوة ومجموعة من العمال المحليين مدفوعين بالجوع - مصادر طعامهم الأصلي دمر عمدا - لاجبارهم للعمل في مزارع البن. «وفي نهاية المطاف، كان يغضب من صوت ضحك العمال، لأن ذلك عنى أنهم كانوا يبددون الوقت والطاقة التي تنتمي له» 
جعل سيدجويك الهدايا الأدبية والأبحاث الرائعة تجربة قراءة مُرضية للغاية ومليئة بالمفاجأة السردية. كان سيدجويك يتنقل ذهابًا وإيابًا بين السلفادور والعالم الأوسع، حيث كان يتم استهلاك القهوة بكميات متزايدة باستمرارهنا.
- مايكل بولان، المحيط الأطلسي.
تمت مراجعة أرض القهوة أيضًا بواسطةPublishers Weekly وThe Economist وGoodreads وKirkus Reviews .